# Kecskeméthy család
Kecskeméthy család Nyitra vármegyei és Verebélyi széki család. Kiscétényben viszonylag elterjedt család volt.
A török defterekben nem találni a családot. 1646-ban Nyitra Alsóvárosában Borbély másképp Kecskeméthy János volt városi tanácstag. 1685-ben néhai Kecskeméthy János lánya Molnár Andrásné Kecskeméthy Anna Nyitra Alsó városában a Szent Mihály utcában lévő örökölt puszta házhelyét örökre zálogba vetette.
Kollonich Lipót adományozhatott birtokot 1700-ban Kiscétényben Kecskeméthy Péternek, aki birtokosként szerepel a 3. vagy negyedik kúriában. 1712-ben sógorával Kovács Mátéval megosztoztak egy birtokrészen. 1719-ben Kelemen Erzsébet és fia Kecskeméthy Péter használatba adják nagycétényi telküket Bogdányi Jánosnak és feleségének Vladár Máriának. A 18. század közepén Nemesorosziban is élt egy Kecskeméthy család. Ez az ág 1753-ban Csapo alias Kecskeméti néven igazolta nemességét Nemesorosziban.
1761-ben Kecskeméthy Péter és fiai András és János egy éjjel lekaszálták a Kósa István részére lefoglalt rétet. 1784-ben Kecskeméthyné Hering Erzsébet Cseryné Bartha Klárával veszekedett.
Az 1792-es nemesi összeírásban Kiscétényben Kecskeméthy András és fia István szerepelnek. Az 1809-es nemesi összeírásban Kiscétényben Kecskeméthy András (88 éves) és István (49) szerepelnek.
Az 1847-es nemesi összeírásban Alsóköröskényben Mihály özvegye és Vince, Kiscétényben Kecskeméthy id. és ifj. István, József, János és András, Pacolán Kecskeméthy Lajos (Komáromban) és Péter (Bars vármegyében), Vágújhelyen Kecskeméthy János és fia János szerepelt.
1869-ben 4 házban éltek Kecskeméthy családbeliek Kiscétényben, 1930-ban és 1940-ben már csak 1 házban. 1995-ben több ilyen nevű család élt Szlovákiában, a közelben Kiscétényben, Nagycétényben és Nyitragerencséren 1-1 család,, illetve Nyitrán két személy.
Nyitra vármegyében a Kecskeméthy alias Csiba család nemessége volt kihirdetve, amely család 1696-ban vagy 1697-ben kapott armálist. Nagy Iván szerint Nógrád vármegyében a 18. században egy águk birtokos volt.. Azonosságuk egyelőre további kutatást igényel.

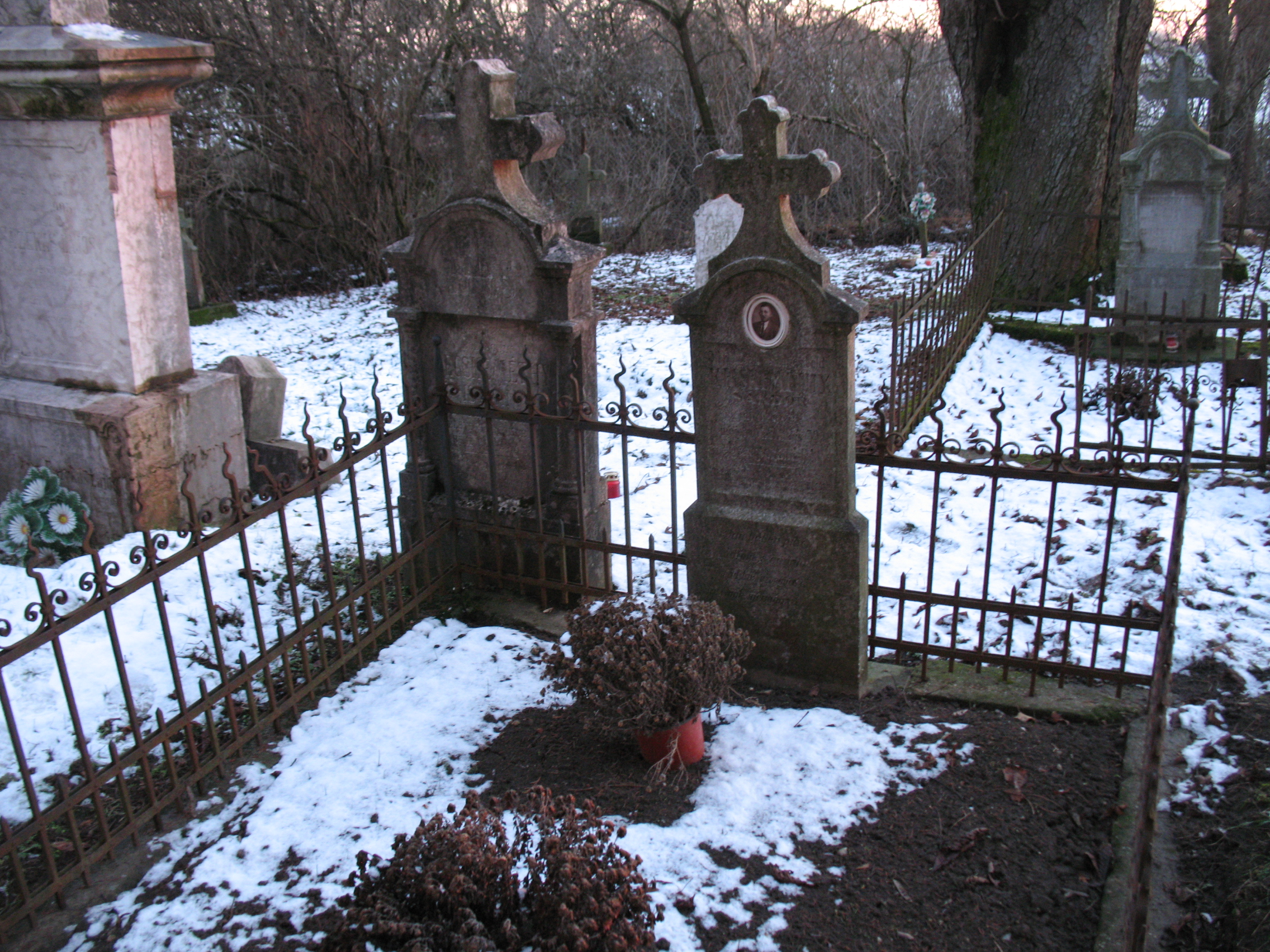
Sírkövek a kiscétényi öregtemetőben
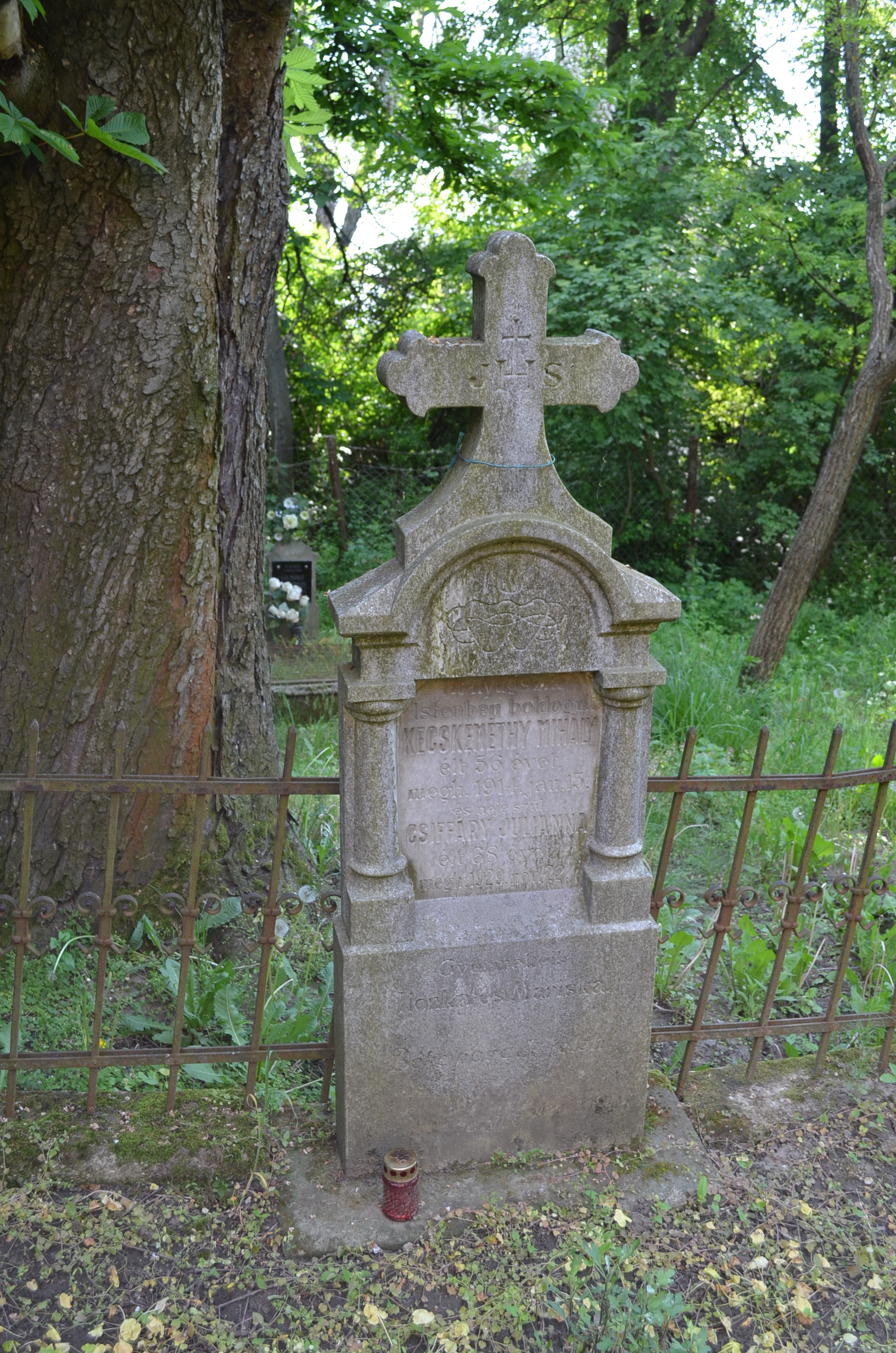
Sírkő a kiscétényi öregtemetőben